# Societat Verdaguer
La Societat Verdaguer és una societat literària i acadèmica que va ser creada l'any 1991 a Vic, en el si de la Fundació Universitària Balmes, titular de la Universitat de Vic.
La Societat Verdaguer té per objectiu principal la promoció, la investigació i la difusió dels estudis literaris sobre el segle xix i, especialment, sobre Jacint Verdaguer.
El dia 31 de gener de 1991 el Patronat de la Fundació Universitaris Balmes, del qual depenien els Estudis Universitaris de Vic, aprovà els estatuts de la Societat Verdaguer. Aquesta, havia estat creada per les persones que fins aleshores havien organitzat els Col·loquis sobre Verdaguer, i preparat els quatre primers Anuaris, entre els quals es trobaven Joaquim Molas, Manuel Jorba, Ricard Torrents, Segimon Serrallonga, Pere Farrés i Arderiu, Ramon Pinyol i Torrens i Josep Paré. La Societat Verdaguer nasqué per consolidar i ampliar les activitats que fins aleshores havien dut a terme aquestes persones i per promoure la investigació en el camp literari del segle xix. A proposta dels socis fundadors, la Societat s'amplia amb la invitació a formar-ne part, com a socis numeraris, als senyors Isidor Consul, Narcís Garolera, Josep Junyent, Josep Massot i Muntaner, Lluïsa Plans i Antònia Tayadella i Oller i, com a socis honorífics, als senyors Pere Bohigas, Maur Maria Boix i Selva, Joan Bonet i Baltà, Josep Miracle, Miquel dels Sants Salarich i Torrents, Josep M. Sola i Camps i Joan Torrent i Fàbregas.
Actualment, la Societat Verdaguer constitueix una potent xarxa de relació acadèmica amb més de quaranta membres pertanyents a una quinzena d'universitats i corporacions. La Societat i la Càtedra mantenen col·leccions de llibres, organitzen col·loquis i altres activitats universitàries a Vic i Osona, però també sovint a Barcelona i altres indrets, en col·laboració amb altres institucions i universitats, amb qui conjuntament editen l'Anuari Verdaguer, revista filològica de referència pel que fa als estudis del segle xix. Des de l'any 1996, i de manera periòdica, l'Editorial Eumo de Vic, conjuntament amb Verdaguer Edicions, l'editorial de la Fundació Jacint Verdaguer, publica l'Obra completa en edició crítica de Verdaguer (OCEC).